# Весна Кнежевић
Весна Кнежевић (Београд, 1959) српска је сликарка и редовна професорка на Факултету ликовних уметности у Београду. 

## Биографија
Весна Кнежевић је Прву београдску гимназију завршила 1978. Дипломирала је 1983. на Факултету ликовних уметности у Београду у класи професора Раденка Мишевића. Магистарске студије завршила је 1985. а докторске 2017. на истом факултету. Чланица је УЛУС-а од 1983.
На студијском усавршавању боравила је у Паризу 1989. као добитница награде Моша Пијаде. Самостална уметница је до 1997. када почиње са радом на Факултету ликовних уметности у Београду. Чланица је уметничког удружења ЛАДА од 2022.
Весна Кнежевић је излагала на преко 50 самосталних и преко 300 групних изложби. Ретроспективну изложбу имала је у Павиљону Цвијета Зузорић (2023). Ауторка је Календара за 2025. годину Центра за графику Факултета ликовних уметности у Београду, који је реализован у тиражу од 74 оригиналних примерака у комбинованој техници (литографија и ситоштампа).

## Одабране самосталне и групне изложбе
- Београд,
- Чачак,
- Тузла,
- Кикинда,
- Зрењанин,
- Петровац,
- Деспотовац,
- Пријепоље,
- Нови Сад,
- Херцег Нови,
- Сомбор,
- Суботица,
- Пожаревац,
- Књажевац,
- Крагујевац,
- Земун,
- Крушевац,
- Ваљево,
- Горњи Милановац,
- Ћуприја,
- Љиг,
- Јагодина,
- Котор,
- Титоград
- Скопље,
- Пореч
- Бања Лука,
- Сарајево,
- Дубровник,
- Москва,
- Софија,
- Пловдив,
- Сливен,
- Трново,
- Милано,
- Дидимотихон,
- Беч,
- Минхен,
- Мексико Сити,
- Кил,
- Монтевидео,
- Амстердам,
- Токио,
- Лондон,
- Париз,
- Њујорк,
- Пољска,
- Аустралија,
- Аргентина.

## Пројекти
- Више пута била је председник или члан жирија манифестације дечијег стваралаштва Радост Европе (1998 — 2015);
- Учесник хуманитарних акција Дома за незбринуту децу у Панчеву и хуманитарне акције за помоћ деци из дома у Бијелој (1997 — 2006);
- Један од координатора акције Карактером против насиља под покровитељством Министарства омладине и спорта као ментор пројекта на муралима (2007 — 2011);
- Вођа пројекта визуелног идентитета Прокоп – метро станице, под покровитељством града и Градског архитекте (2010);
- Ментор радионице мурала, Интернационална летња школа Универзитета уметности у Београду, Ресавица (2010);
- Ментор пројекта на муралу као визуелног идентитета  у прослави обележавања јубилеја Факултета драмских уметности, Универзитета уметности у Београду (2013);
- Један од оснивача хуманитарних радионица за помоћ болесној деци у оквиру активности УЛУС-а (2013);
- Ментор радионице мурала, Интернационална летња школа Универзитета уметности у Београду, Пријепоље (2014);
- Вођа пројекта на рестаурацији мурала ''Рајићева'' (2018);
- Ментор радионице мурала, Интернационална летња школа Универзитета уметности у Београду, Бања Лука (2022).

## Награде
- Награда Никола Граовац – награда за сликарство на ФЛУ (1983);
- Откупна награда фонда младих талената Секретаријата за културу града Београда (1983);
- Прва награда за сликарство на изложби Новопримљених чланова УЛУС-а златаре Мајданпек (1983);
- Откупна награда републичке заједнице за културу на Пролећној изложби УЛУС-а у павиљону Цвијета Зузорић (1986);
- Награда Моша Пијаде за сликарство са стипендијом за студијски боравак у Паризу у Cite de internacional de Paris (1988);
- Награда за сликарство на изложби Југословенска палета младих, Титов Врбас (1989);
- Специјално признање за цртеж, 18. меморијал Надежде Петровић, Чачак (1994);
- Златна палета за сликарство, Пролећна изложба УЛУС (2002);
- Прва награда и посебна похвала за радионицу мурала, Сазив интернационални уметничких факултета ликовних уметности, Дидимотихон (2002);
- Награда за визуелно решење интерактивног учила за математику на сајму књига (2010);
- Награда на изложби Јесењи салон за уметнички допринос из области сликарства УЛУС-а, павиљон Цвијета Зузорић (2011);
- Захвалница за стручан рад и допринос у оквиру манифестације Мудрост чула у жирију за доделу награде Богумил Карлаварис, Београд (2013, 2015);
- Захвалница Факултета музичких уметности у Београду за остварење мурала, визуелног идентитета прославе јубилеја Факултета музичких уметности, Универзитета уметности у Београду.

## Уметничко дело
По речима ликовне критичарке Милице Тодоровић "Својом уметношћу Весна Кнежевић диже глас против зла данашњице оличеним у егзистенцијалној тескоби и страху човека као појединца, ангажујући чула да се пробуде и залажући се за аутентично хумано постојање."
Следићи линију континуитета свог опуса који је изграђен на афирмацији енергије неопходне за позитиван доживљај света, Кнежевић се концентрише на представе које фаворизују прихолошку и емоционалну одбрану лепше и ведрије стране живота, тако да тематску потку њеног сликарства чине осећања нежности, присности и љубави што је ликовно сублимирано кроз мотив пољубца. Пољубац је лајт мотив њеног сликарства – лични и препознатљиви уметнички кредо.
Сам ликовни израз Весне Кнежевић је експресивно-гестуалан, изразито колористичан. Њена палета почива на блиставим јаким бојама, смелим и жестоким колористичким односима. Она слика бојом широким и слободним потезима и црта бојом контурно дефинишући површински третирану, дводимензионалну форму својих ликова.
Последњих година Весна Кнежевић се посебно бави питањем преиспитивања онтолошког статуса слике као медија. Тако је своју прву самосталну изложбу у Нишу, осмислила као амбијенталну поставку под називом "Сан летње ноћи". Монументална платна и сликане ролне стварају готово позоришни амбијент, раскошни полиптих који слави љубав и попут лавиринта симулира стање између сна и јаве, баш као и истоимени Шекспиров комад.